# Renato Dulbecco
Renato Dulbecco (22. únor 1914, Catanzaro, Itálie – 19. únor 2012, La Jolla, Kalifornie, USA) byl italsko-americký molekulární biolog a virolog, který se zasloužil o významný pokrok ve studiu rakoviny. Roku 1975 získal Nobelovu cenu za fyziologii a lékařství za objevy týkající se interakce mezi nádorovými viry a genetickým materiálem buňky, které vedly k objasnění úlohy virů při vzniku rakoviny. Ocenění získal společně se svými studenty Howardem M. Teminem a Davidem Baltimorem. Všichni tři výzkumníci, kteří pracovali nezávisle na sobě, získali cenu za přínos k poznání, že rakovina je způsobena genetickou změnou normálních buněk. Některé viry mohou integrovat svůj genom do DNA hostitelské buňky a vyvolat tak její nekontrolovaný růst, což je charakteristickým znakem rakovinné buňky. Dulbeccův výzkum položil základy pro pochopení role DNA onkogenních virů při transformaci buňky, zatímco Teminova a Baltimorova práce se zabývala onkogenními viry, které nesou svou genetickou informaci ve formě RNA.
Dulbecco vystudoval lékařství na turínské univerzitě. Za druhé světové války bojoval v řadách italské armády ve Francii a na Východní frontě, ale po vstupu Němců do Itálie přešel k partyzánům a zapojil se do protifašistického odboje. Roku 1947 odešel do USA, kde pracoval nejprve u Salvadora Lurii na Indiana University a posléze v týmu Maxe Delbrücka na California Institute of Technology. Poté působil na Salkově institutu pro biologická studia v kalifornské La Jolle na lékařské fakultě Kalifornské univerzity v San Diegu.

## Mládí a studia
Renato Dulbecco se narodil 22. února 1914 ve městě Catanzaro v italské Kalábrii. Otec byl inženýr, ale během války byl odveden do armády a odvelen do Turína a matka se synem se přestěhovali s ním. Po válce odešli do Ligurie, kde Renato vyrůstal ve městě Porto Maurizio, které Mussolini přejmenoval na Imperii. V mládí ho bavila fyzika a matematika, často trávil čas v malé meteorologické pozorovatelně. Dokonce si sestrojil sám elektronický seismograf a pro matku, aby mohla poslouchat operu, sestavil rádio. Střední školu absolvoval už v šestnácti letech a v letech 1930–1936 vystudoval medicínu na turínské univerzitě, kde jeho spolužáky byli další dva pozdější držitelé Nobelovy ceny, Salvador Luria a Rita Leviová-Montalciniová. Jejich přátelství a podpora ho později přivedly do Spojených států amerických.

## Profesní život
Po absolvování univerzity byl na dva roky povolán do vojenské služby jako lékař a poté se vrátil na patologii do Turína. V roce 1940 vstoupila Itálie do druhé světové války a Dulbecco byl povolán a poslán na frontu do Francie a Ruska, kde byl zraněn. Po hospitalizaci a pádu Mussoliniho se zapojil do odboje proti německé okupaci. Po osvobození se krátce věnoval politice, byl radním Turína, ale rychle se vrátil k vědě a specializoval se na patologii. Na dva roky se vrátil na univerzitu. kde studoval fyziku. Poté se rozhodl, že ho více než medicína zajímá základní výzkum, a začal pracovat na technikách buněčných kultur s Giuseppem Levim v jeho ústavu v Turíně.
Roku 1946 navštívil Dulbecca v Itálii Salvador Luria a nabídl mu místo ve svém týmu v USA. Dulbecco tam odjel v roce 1947 a shodou okolností cestoval stejnou lodí jako Rita Levi-Montalciniová, která směřovala na Washingtonovu univerzitu v St. Louis. Dulbecco se nejprve  v Luriově laboratoři na Indiana University v Bloomingtonu zabýval studiem bakteriofágů, zejména objevem procesu fotoreaktivace fágů ozářených ultrafialovým zářením (UV). Zjistil, že energie viditelného světla může zvrátit škodlivé účinky UV záření a tuto práci publikoval v roce 1949 v časopise Nature. V Luriově týmu v té době pracoval také budoucí nositel Nobelovy ceny a průkopník v oblasti genetiky James Watson. Dulbecco se rozhodl prohloubit si své znalosti a společně s Watsonem navštěvoval kurz genetiky u Hermanna  Mullera, laureáta Nobelovy ceny z roku 1946.
V roce 1949 přijal nabídku pracovat v California Institute of Technology (Caltech) v týmu Maxe Delbrücka, který se v roce 1969 podělil o Nobelovu cenu s Luriou a Alfredem Hersheyem za objevy týkající se mechanismu replikace a genetické struktury virů. Na Caltechu byl Dulbecco roku 1952 jmenován mimořádným a v roce 1954 řádným profesorem. Spolu s Marguerite Vogtovou byli v 50. letech 20. století průkopníky pěstování zvířecích virů v buněčných kulturách a vyvinuli první kvantitativní testy pro jejich průkaz, takzvaný plakový test umožnil prohlédnout si vzorek kultury a spočítat plaky neboli jasné skvrny, které ukazují, kde viry zničily hostitelské buňky. Uvedená technika umožnila určit ve sledovaném vzorku počet biologicky aktivních částic viru západní koňské encefalomyelitidy (WEE) a polioviru, původce dětské obrny, která v té době představovala velký zdravotní problém. Tento krok měl zásadní význam pro vývoj vakcíny proti dětské obrně.
Společně s Vogtovou zkoumali, jak některé viry získávají kontrolu nad buňkami, jež infikují. Pomocí nových technik radioaktivního značení Dulbecco zjistil, že v závislosti na typu infikované živočišné buňky se polyomavirus, který vyvolává nádory u myší, může chovat dvěma způsoby. Může vstoupit do buňky a podobně jako jiné viry ovládnout některé buněčné mechanismy a množit se, dokud buňka nepraskne, a uvolnit virové potomstvo, které by infikovalo další buňky, nebo se nemusí množit vůbec, ale přesto může vyvolat rakovinnou transformaci. V roce 1968 Dulbecco a Joseph Sambrook prokázali, že polyomavirus vkládá svou DNA do DNA hostitelské buňky, což je kritický krok při přeměně buňky z normální na maligní. Buňka pak projde transformací v nádorovou buňku, reprodukuje virovou DNA spolu s vlastní a produkuje další nádorové buňky. Dulbecco předpokládal, že rakovina u lidí by mohla být způsobena podobným mechanismem.

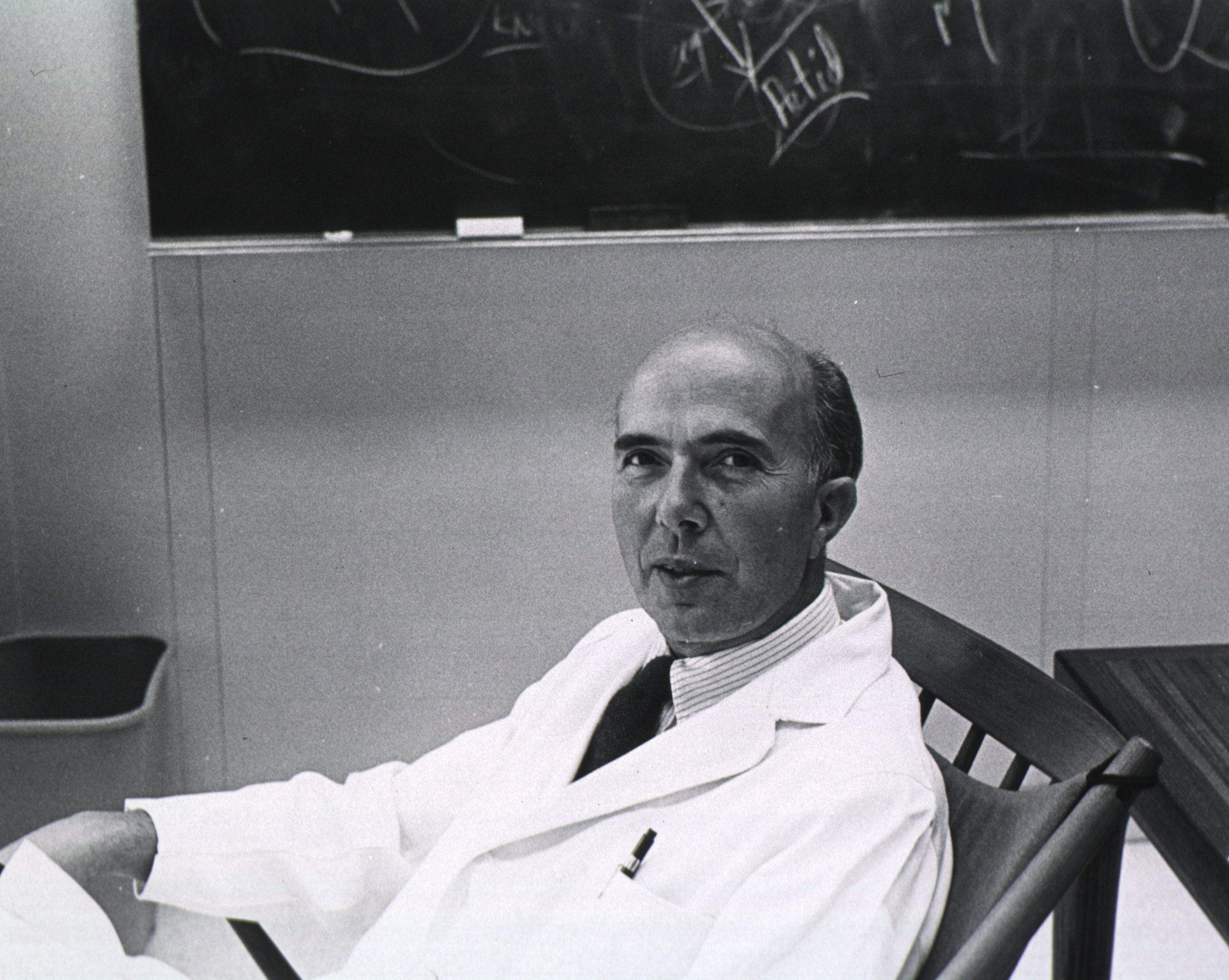
Renato Dulbecco v roce 1966

V roce 1962 se stal zakládajícím členem Salkova institutu pro biologická studia v kalifornské La Jolle, kde zůstal mnoho let. Společně s ním do ústavu přešla i Marguerite Vogtová. Jejich výzkum v oblasti transformačních proteinů viru SV40 a polyomaviru identifikoval několik klíčových signálních drah, které jsou v nádorových buňkách aktivovány mutacemi. V roce 1972 Dulbecco na pět let opustil Salkův institut a stal se zástupcem ředitele pro výzkum v Imperial Cancer Research Fund v Londýně, kde pokračoval ve výzkumu transformace polyomavirů. Spolu s Yoshim Ito charakterizoval virové proteiny, tzv. antigeny T, které vznikají na počátku infekce a jsou zodpovědné za transformaci napadených buněk.
Roku 1977 se vrátil do Salkova institutu a zároveň pracoval na lékařské fakultě Kalifornské univerzity v San Diegu (1977–1981). Po návratu zahájil nový program studia biochemických dějů u rakoviny prsu, identifikoval a objasnil roli mnoha genů zapojených do vzniku rakoviny. Jako první použil monoklonální protilátky k identifikaci buněk podle jejich genetické charakteristiky, jedinečných proteinů, které se nacházejí na povrchu buněk. Monoklonální protilátky dnes tvoří základ některých protinádorových terapií. V letech 1988–1992 působil jako prezident Salkova institutu.
V 70. letech 20. století se velmi zajímal o závody v jaderném zbrojení. Nikdy nepochyboval o nutnosti jaderného odzbrojení a byl jedním ze zakládajících členů mezinárodní organizace Lékaři proti jaderné válce, která získala v roce 1985 Nobelovu cenu za mír. Po odchodu do důchodu v roce 1992 se stal jejím předsedou.
Od roku 1985 byl velkým zastáncem a propagátorem projektu studia lidského genomu. Trvalo mnoho let, než se jeho sen o sekvenování lidského genomu uskutečnil. Tento mezinárodní projekt zmapoval v letech 1990–2003 v laboratořích po celém světě více než sto tisíc genů, které tvoří strukturu lidského genomu, a začal se používat k diagnostice a léčbě rakoviny. Roku 1990 se Dulbecco stal koordinátorem italského genomového projektu. V roce 1993 se vrátil do Itálie, kde působil jako ředitel Institutu biomedicínských technologií při C.N.R. (Národní rada pro výzkum) v Miláně (1993–1997), pokračoval ve výzkumu rakoviny prsu a řídil italský genomový projekt. Nakonec se v roce 2006 vrátil natrvalo do La Jolly a Salkova ústavu.

## Ocenění

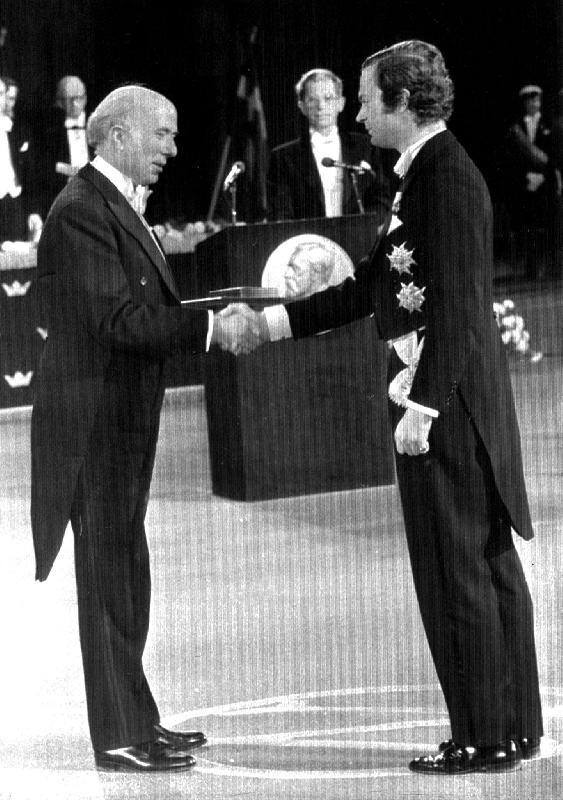
Renato Dulbecco při udělění Nobelovy ceny v roce 1975

Byl zvolen členem Národní akademie věd USA, Královské společnosti v Londýně, italské Academia Del Lincei a obdržel Laskerovu cenu. V roce 1973 mu byla udělena cena Louisy Gross Horwitzové na Kolumbijské univerzitě a v roce 1974 obdržel cenu Selmana A. Waksmana za mikrobiologii od Národní akademie věd.

### Nobelova cena
V roce 1975 byla Dulbeccovi udělena Nobelova cena za fyziologii a lékařství za výzkum týkající se interakce mezi nádorovými viry a genetickým materiálem buňky, jež umožnil pochopit úlohu virů při vzniku rakoviny. Dalšími oceněnými byli jeho bývalí studenti David Baltimore a Howard Temin. Všichni tři výzkumníci pracovali nezávisle na sobě a dospěli k poznání, že rakovina je způsobena genetickou změnou normálních buněk. Některé viry mohou integrovat svůj genom do DNA hostitelské buňky a vyvolat tak její nekontrolovaný růst, což je charakteristickým znakem rakovinné buňky. Dulbeccův výzkum položil základy pro pochopení toho, jak DNA onkogenní viry transformují buňky a Baltimore a Temin objasnili úlohu reverzní transkriptázy (RNA-dependentní DNA polymerázy) při přenosu virových genů do buňky. Reverzní transkriptáza je enzym, který vytváří komplementární DNA z předlohy RNA. Objev tohoto enzymu vysvětluje, jak se nově vytvořená DNA, například z onkoviru, následně začlení do genomu hostitele, kde obvykle změní funkci do té doby normální buňky.
Onkoviry způsobují pouze určité formy rakoviny, například specifické kmeny lidského papilomaviru způsobují rakovinu děložního čípku. Dulbeccova práce nicméně usnadnila pochopení toho, jak tyto viry fungují. Důležité je také zjištění, že mechanismus, kterým onkoviry přeměňují běžnou buňku na zhoubnou, se nápadně podobá procesu, při němž normální buňky degenerují nebo mutují na rakovinné.  Tento objev měl zásadní význam pro moderní chápání rakoviny a pro vývoj řady nových léčebných postupů proti této obávané nemoci.
Dulbeccova práce také přispěla k objasnění způsobů, jakými virus HIV způsobuje AIDS, a vedla k vývoji jednoho z prvních léků používaných v boji proti této nemoci (AZT neboli azidothymidin), který se stále používá jako součást koktejlu vysoce účinné antiretrovirové terapie.

## Osobní život
V roce 1940 se Dulbecco oženil s Giuseppinou Salvovou, s níž měl syna Petera a dceru Mariu Vittorii. V roce 1953 se stal americkým občanem. Po rozvodu s Giuseppinou se v roce 1963 oženil s vědeckou pracovnicí Maureen Muirovou, s níž měl dceru Fionu, která se stala známou kardioložkou v San Francisku.
Miloval hudbu, byl vynikající klavírista, rád hrál golf a byl velmi sečtělý. Zároveň měl rád manuální práci a nebojácně se doma pouštěl do různých renovací a přestaveb. Ve svém domě v La Jolle si zrekonstruoval kuchyň a přistavěl asi 11 m2, přičemž veškeré práce, včetně instalatérských a elektrikářských, si dělal sám.
Důchodový věk strávil v kalifornském městě LaJolla, kde sídlí Salkův ústav, aby mohl sledovat, co se tam děje. Ve výzkumu a publikování vědeckých článků pokračoval až do své smrti v roce 2012.